# Longitude Act

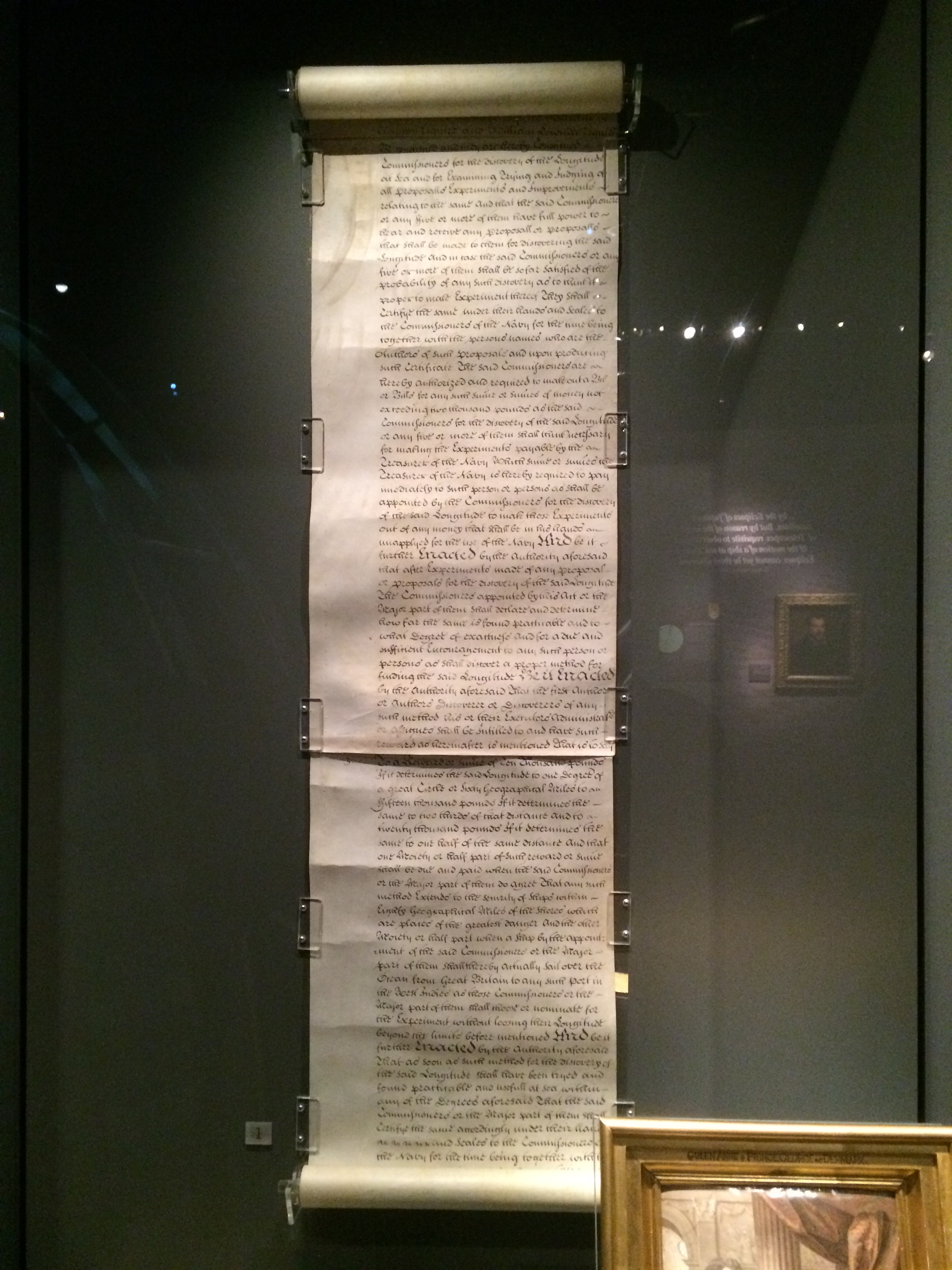
Le texte original du Longitude Act exposé au National Maritime Museum de Greenwich.

Le Longitude Act est une loi du parlement britannique de 1714 offrant un prix de vingt mille livres (une somme considérable pour l'époque) à la personne qui déterminerait une méthode simple et sûre pour permettre la détermination de la longitude d'un navire en pleine mer.
Si la mesure de la latitude a toujours été relativement facile grâce à la mesure de la hauteur de l'étoile polaire ou de celle du Soleil lors de son passage au méridien du lieu, la détermination de la longitude présentait de réels problèmes pratiques en haute mer en raison de l'absence de  conservation correcte du temps à bord.
En 1707, l'amiral Cloudesley Shovell, navigue par temps de brouillard au nord des îles Scilly, pensant se trouver plus au large. La flotte s'échoue et plus de deux mille hommes périssent noyés lors de ce qu'on a appelé le désastre naval des Sorlingues. Cet accident, conjugué à la volonté britannique de suprématie maritime, est à l'origine du « prix de la longitude ».
Pendant de longues décennies, plusieurs personnes tentent de remporter le prix. Il est enfin gagné par John Harrison, un horloger. Alors que tous les efforts précédents pour déterminer la longitude s'orientaient vers la méthode des distances lunaires (position de la Lune par rapport à des étoiles), Harrison s'efforce de construire une horloge de précision capable de garder l'heure du port d'origine. La connaissance précise de l'heure lors de l'observation de la hauteur du Soleil permet ainsi de déterminer la longitude (une erreur de 4 secondes sur le temps occasionne approximativement une erreur de 1 minute de longitude). Avec l'aide du Board of Longitude, il commence en 1730 à construire plusieurs chronomètres de marine et atteint finalement en 1761 la précision inférieure au demi-degré nécessaire pour remporter le prix.
Les chronomètres développés par Harrison peuvent être observés au musée maritime de Greenwich, dans la banlieue de Londres.